# Équatoria-Oriental
 (juillet 2025).
Si vous disposez d'ouvrages ou d'articles de référence ou si vous connaissez des sites web de qualité traitant du thème abordé ici, merci de compléter l'article en donnant les références utiles à sa vérifiabilité et en les liant à la section « Notes et références ».
Pour les articles homonymes, voir Équatoria (homonymie).
Équatoria-Oriental (en anglais : Eastern Equatoria) est un État du sud-est du Soudan du Sud. Sa capitale est Torit.
Les autres villes importantes sont Kapoeta, Magwi, Ikotos, Nimule, Pageri, Owiny Kibul, Parjok, Khiala, Narus, Lapon, Chukudum et Polataka.

## Géographie
L'État partage des frontières intérieures avec les états de l'Équatoria-Central à l'ouest et du Jonglei au nord. Il possède également des frontières internationales avec l'Ouganda au sud, le Kenya au sud-est et l'Éthiopie au nord-est. Le Triangle d'Ilemi, entre l'Équatoria-Oriental et le lac Turkana, est source de conflits entre ces deux derniers pays et le Soudan du Sud.

## Maladie
En 2014, il s'agissait de l'une des dernières régions du monde recensant des cas de maladie du ver de Guinée. Douze des 17 cas signalés se trouvaient « dans une petite poche de l'État d'Equatoria-Oriental », selon NPR.

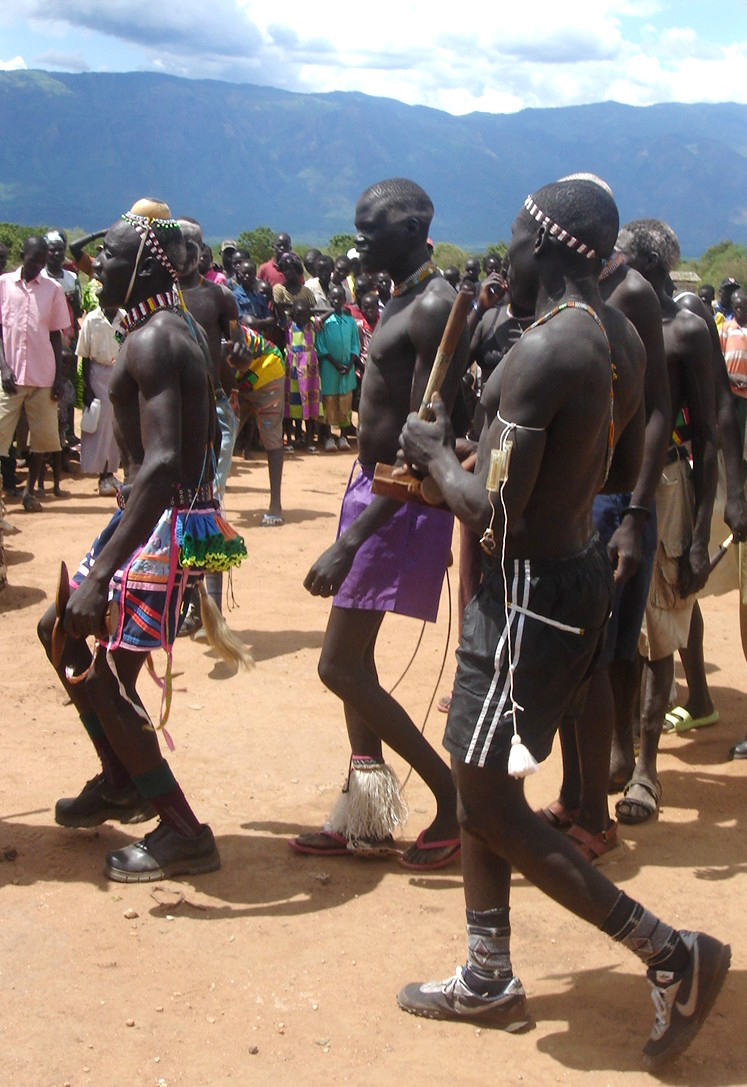
Danseurs fêtant l'Accord de paix Nord-Sud à Kapoeta en 2006.

## Divisions administratives

Comtés de l'Équatoria-Oriental.

L'État est subdivisé en 8 Comtés :
- Comté de Torit (en)
- Comté de Lafon
- Comté de Magwi
- Comté d'Ikotos
- Comté de Budi
- Comté de Kapoeta du Nord
- Comté de Kapoeta du Sud
- Comté de Kapoeta de l'Est